# Kokosov rak
Kokosov rak, tudi kokosov tatič (znanstveno ime Birgus latro), je vrsta kopenskega raka, ki prebiva na otokih v Indijskem in Pacifiškem oceanu. Največja in najgostejša populacija kokosovih rakov se nahaja na Božičnem otoku. Je največji kopenski členonožec na svetu, njegova velikost pa verjetno predstavlja tudi zgornjo mejo velikosti za kopenske živali z zunanjim skeletom v recentni Zemljini atmosferi. Njegova velikost brez nog je 40 cm, razpon nog lahko doseže 1 m in tehta okoli 4 kg.
Je edini predstavnik rodu Birgus in je soroden kopenskim rakom samotarjem iz rodu Coenobita. Podobno kot slednji mladi kokosovi raki živijo v zapuščenih polžjih hišicah, vendar odrasli osebki opustijo navado zaradi razvoja zunanjega skeleta. Barva telesa sega od oranžno-rdeče do vijolično-modre; povečini je modra prevladujoča barva, vendar na nekaterih območjih, kot so Sejšeli, prevladuje rdeča. Dihalni organi so prilagojeni na privzem kisika iz ozračja. Kokosov rak ne more plavati in lahko utone, če je potopljen predolgo. Imajo dobro razviti voh, ki jim pomaga pri iskanju hrane.
Čez dan se skrijejo v podzemne rove ali špranje med kamni, da zmanjšajo izgubo vode zaradi vročine. Nekateri osebki so aktivni tudi čez dan, verjetno zaradi prednosti pri iskanju hrane pred drugimi, med visoko vlago v zraku ali deževjem pa zaradi olajšanega dihanja.
Parjenje poteka na kopnem, vendar samice izležejo jajčeca v morje, iz katerih se izležejo ličinke. Te prebivajo kot plankton 3-4 tedne, nato se ustalijo na morskem dnu in se vselijo v zapuščeno polžjo hišico. Spolno zrelost dosežejo pri 5 letih, življenjska doba pa lahko znaša do 60 let.
Prehranjujejo se s sadeži, semeni in kokosovimi orehi, včasih tudi z mrhovino. Navkljub imenu kokosovi orehi ne sestavljajo večino prehrane, kar je v nasprotju s splošnim prepričanjem. Kokosov rak je sicer sposoben splezati na palmo, vzeti oreh in ga odpreti na tleh.
Pri prebivalcih Jugovzhodne Azije in Pacifika kokosov rak velja za specialiteto tamkajšnjih kuhinj, poleg tega pa naj bi učinkoval kot afrodiziak. Zaradi intenzivnega lova je potencialno ogrožena vrsta na nekaterih območjih.